# Agua de Yerba Santa
Agua de Yerba Santa är en ort i Mexiko.   Den ligger i kommunen Huautla de Jiménez och delstaten Oaxaca, i den sydöstra delen av landet, 290 km sydost om huvudstaden Mexico City. Agua de Yerba Santa ligger 1 639 meter över havet och antalet invånare är 116.
Terrängen runt Agua de Yerba Santa är bergig åt sydost, men åt nordväst är den kuperad. Runt Agua de Yerba Santa är det ganska glesbefolkat, med 36 invånare per kvadratkilometer. Närmaste större samhälle är Huautla de Jiménez, 8,0 km väster om Agua de Yerba Santa. I omgivningarna runt Agua de Yerba Santa växer i huvudsak städsegrön lövskog.